# 森山高至
森山 高至（もりやま たかし(本名は「こうじ」)、1965年12月15日 - ）は、日本の一級建築士、1級建築施工管理技士。メディアでは建築エコノミスト、建築アナリスト の肩書で活動。森山 崇という名義もある。株式会社CRA取締役。

## 来歴
岡山県出身。
岡山県立井原高等学校、早稲田大学理工学部建築学科（鈴木恂研究室所属）卒業。早稲田大学政治経済学部大学院修了。在学中は「早稲田大学CM研究会」「前衛ロック研究会ユーテラス」に所属していた。
大村市競艇場（長崎県）建替え基本計画策定委員会の委員に、「建築専門家」として参加した。自身の研究所ではカタログで選ぶなどの既製品や新建材による「レトルト建材だらけの現代建築」だと批判して、特注品を含めた素材選びをすることを推奨している。
2014年から2017年にかけて、国立競技場建設や豊洲市場移転について数々のメディアで自身の主張を述べた。

## 新国立競技場関連
国立競技場計画見直し問題に関して、コンペで決定したザハ・ハディド案の実現性に工期や費用の面から疑問を呈し、新たな案を複数提案した。
- 2014年5月、ハフィントン・ポスト上で国際コンペ案のキールアーチの問題点に言及し、「キールアーチの基礎部分が地下鉄施設に当たるのではないか」と指摘[18]。
- 2014年6月、ハフィントン・ポスト上で基本設計のキールアーチの問題点に言及し、「アーチ構造が変わってしまっていて、屋根の構造が観客席の上部に蓋のように被された形になっており、なんのためのアーチかわからない見た目を似せただけの形式」と指摘[19]。
- 2014年9月25日、自民党本部で開催された「自民党行革推進本部無駄撲滅プロジェクトチーム」（座長：河野太郎衆議院議員）ヒアリングに出席し、「ザハさんの案は国際コンペで入選した時の提案から、基本設計に至るまで物凄くデザイン的にも形的にも変わってきている」などの指摘を行った。（YouTubeタイトル“自民党行革推進本部無駄撲滅ＰＴ「新国立競技場」ヒアリング”より）
- 2015年4月、自身のブログ上で、実施設計では基本設計から更にアーチ構造が変更されて、「アーチタイ（タイバー）」が追加されていることを指摘。その巨大さについて、断面は「電車が２本入る」ような大きさ、長さについても「新国立競技場のキールアーチなら総長約４００ｍ...何もしなくても夏と冬で、昼と夜でアーチの弓も弦も動きまくる」などの懸念を表明[20]。
- 2015年5月、キールアーチを用いず、屋根の片持ちトラスを各都道府県の鉄工所に発注する計画「オールジャパントラス47」を含んだ、国立競技場（明治神宮外苑競技場）をベースにしたデザイン案を提案[15][21]。
- 2015年7月、設計図が残る2代目の国立霞ヶ丘競技場陸上競技場を元にした案への変更を提案[22]。また自民党の衆参議員約70人が出席した勉強会にも、槇グループの建築家・大野秀敏と共に参加[23][24]。「ショートケーキ工法（ユニット工法）」や「デザインビルド」方式なども工期の短縮につながると提言[25]。
- 2015年8月、湾岸エリアにサッカー専用球技場を別に作る「森と海のダブルスタジアム」を提案[26]。

## 豊洲市場問題とデマ批判
森山は築地市場より移転が予定されていた豊洲市場について、「土壌汚染が深刻であり移転すべきではない」と主張して豊洲市場反対の立場をとった。また市場の建造に欠陥があることを自身のTwitterで主張した。ただし、コンクリート工学を専門とする東北大学名誉教授の三浦尚によって、盛り土をせずに地下空間を設けることで、本来の地盤に近い深い部分まで構造物を作ることになり丈夫になると指摘されている。
2016年10月に建物の構造と建設費が高いと主張した。2016年8月、森山は自身のブログで、「豊洲市場のターレットトラック（ターレ）用スロープのヘアピンカーブなどの写真を示し、ターレの走行に問題がある」と主張した。
2016年9月16日、築地市場移転問題を調査するために東京都が設置した「市場問題プロジェクトチーム」の東京都専門委員に就任した。東京都の市場問題プロジェクトチームという公的な場で森山高至が「豊洲市場はカジノに最適」「豊洲市場の床は抜ける」「マグロが切れない」「ターレーが曲がれない」が事実と異なる主張をしていたため、国際カジノ研究所の木曽崇所長は豊洲市場周辺は富裕層子育て世帯というカジノに来ない客層が土地を囲んでることからカジノが不向きである事実を指摘した。更に、森山が2016年7月16日には「豊洲市場は東京都立マンガ喫茶にすべき」とか言っていたことを含め、「こういう地域というのは、そもそもカジノを初めとする賭博施設の開発には向かない立地なのであって、そういう常識的な感覚を持たない」「数々のデマをご自身で回収してください。」「数々のデマを糾弾されるべき」と批判した。その後、2017年4月28日に辞表を提出した。
2016年9月19日、「地下へ重機を搬入するためには地下の外壁を破壊しなければならない」と主張した。ただし、豊洲市場の図面には重機搬入用のマシンハッチが明記されている。
2017年3月、人類学者の中沢新一と「市場移転問題にモノ申す：　豊洲より築地がいいこれだけの理由」と築地からの移転反対記事を『週刊現代』に寄稿した。
2018年10月、デマだと指摘されて来たターレのスロープ走行問題に関する主張について「ターレ曲がれる？曲がれない？は、築地移転論争を盛り上げるためにも、バカ向けに作った情報拡散トラップ（つまり嘘）」だったとTwitterで嘘を意図的についたことを認めた。

## 東京都議会議員選挙への出馬
2017年東京都議会議員選挙に、築地市場がある中央区選挙区（一人区）から、築地市場移転反対を訴えて無所属で立候補した。
同じく市場移転に反対する日本共産党が支持を表明したが、得票数8,736票、得票率14.40%の3位で落選した。

## 批評
マスコミなどに登場し豊洲市場へ疑問を呈したことについて実業家でブロガーの山本一郎は、森山が取締役を務める株式会社CRAが豊洲市場の公共工事を請け負う企業と競合関係にあるからだとしている。実際、森山はメディアに出演するときには「建築エコノミスト」という肩書を用い、株式会社CRAの取締役であることを語っていない。東京都の「市場問題プロジェクトチーム」のプロフィールでも同様に株式会社CRAについての言及はない。また山本は、森山をコメンテーターとして用いたマスコミについても「人物や発言内容を検証せずに放送したテレビ局の問題となる」と批判した。
東京都議会議員である音喜多駿も、豊洲市場の底が抜けるとしていた森山の主張について矛盾を指摘し「これまでの自身の主張については総括・訂正すべき」と述べた。また「無責任な言説に乗って報道してきた各種マスメディアも、この専門家（編註：日本建築構造技術者協会会長の森高英夫）の結論をしっかりと周知すべき」と述べた。
また豊洲問題について、森山が地下ピットを「謎の空間」と指摘している点などについて、建築物の第三者鑑定機関であるNPO法人建築Gメンの会の田岡照良は「耐震面を考えれば、地下に基礎となるコンクリートの空間を埋め込んでおくのは、建築の世界では常識」と語り「庶民建築家の私でも知っている」と森山の能力に疑問を呈した。
木曽崇国際カジノ研究所長から、豊洲市場での数々の事実と異なる主張からSNSやメディアで事実と異なる主張をすることで世間の耳目を集めるのがビジネスモデルとの指摘がある。

## 著書
- 『マンガ建築考 (ThinkMap 007) もしマンガ・アニメの建物を本当に建てたら』 技術評論社 (2011/3/5) - ISBN 978-4774145693
- 『もし女子高生が家を設計したら』 エクスナレッジ (2012/7/2) - ISBN 978-4767813981　※マンガ原案
- エクスナレッジムック ストーリーで面白いほど頭に入る
  - 3「ストーリーで面白いほど頭に入る鉄骨造」 エクスナレッジ (2014/3/27) - ISBN 978-4767817538
  - 4「ストーリーで面白いほど頭に入る木造」 エクスナレッジ (2014/10/14) - ISBN 978-4767818597
- 『異議あり! 新国立競技場－2020年オリンピックを市民の手に』 【六章】国立競技場は改修可能だ![48] 岩波ブックレット (2014/4/4) - ISBN 978-4002708959
- 『費用・技術から読みとく巨大建造物の世界史』 じっぴコンパクト新書 (2016/1/7) - ISBN 978-4408455914
- 『非常識な建築業界 「どや建築」という病』 光文社新書 (2016/2/18) - ISBN 978-4334039059
- 『ファスト化する日本建築』扶桑社新書（2025/5）

## 番組出演
- 情熱報道ライブ「ニューズ・オプエド®」（不定期出演、NOBORDER NEWS TOKYO）